# Leucapamea formosensis
Leucapamea formosensis là một loài bướm đêm trong họ Noctuidae.

## Hình ảnh

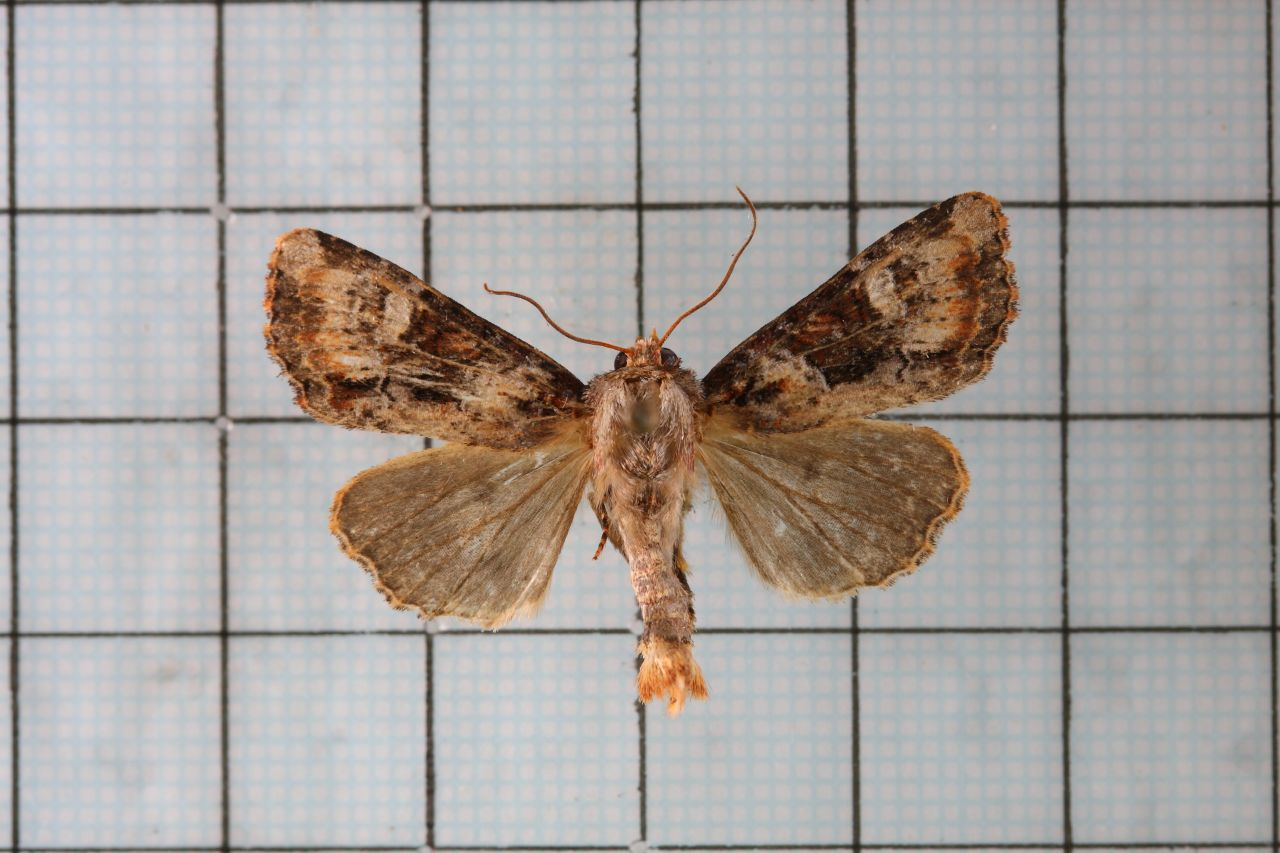
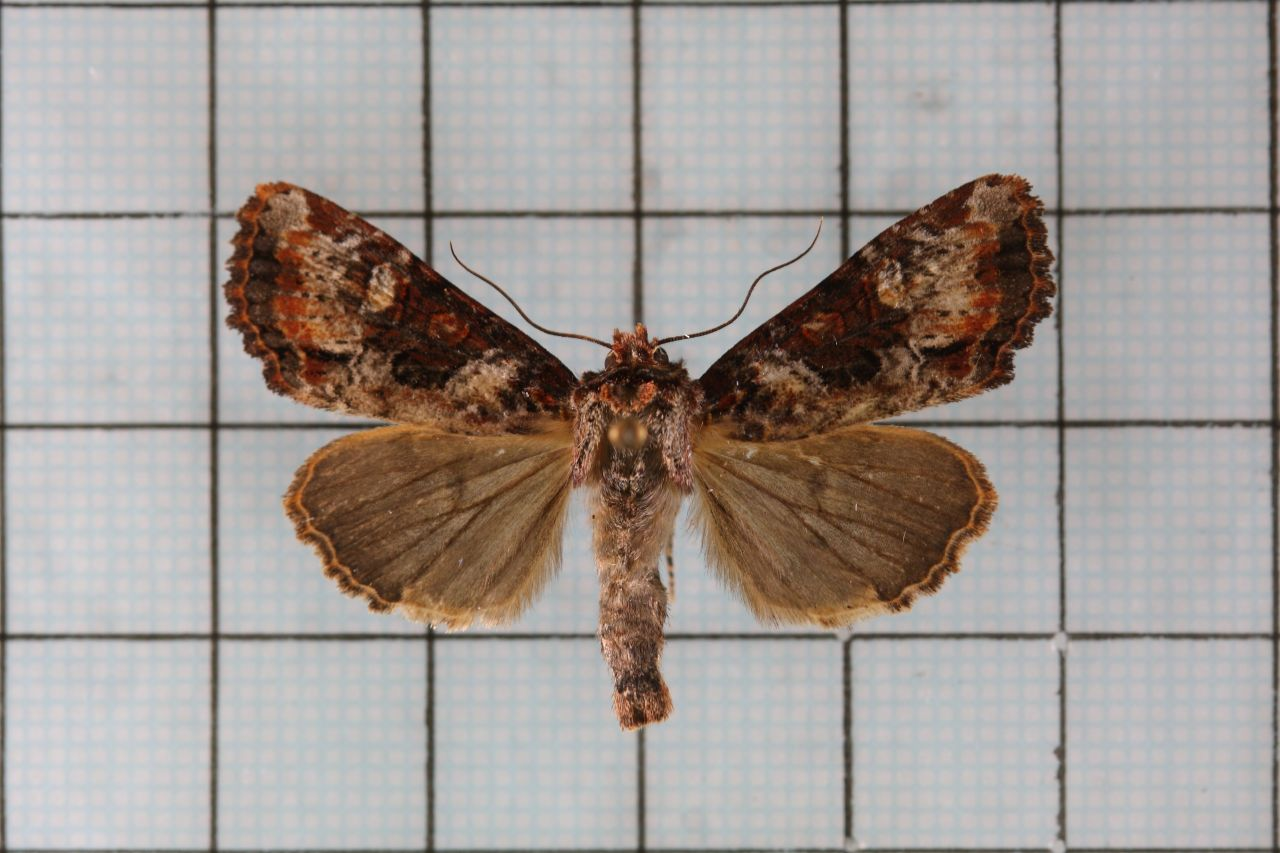
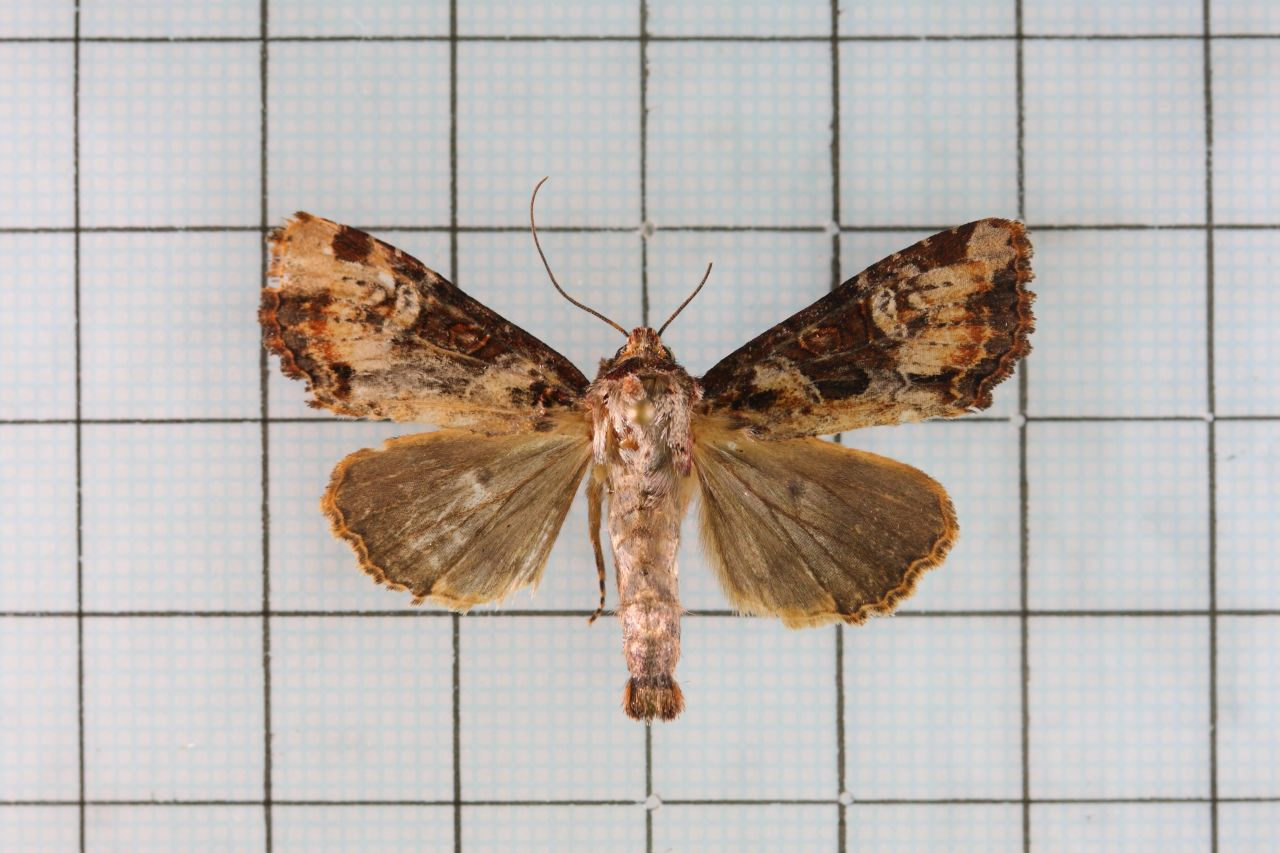
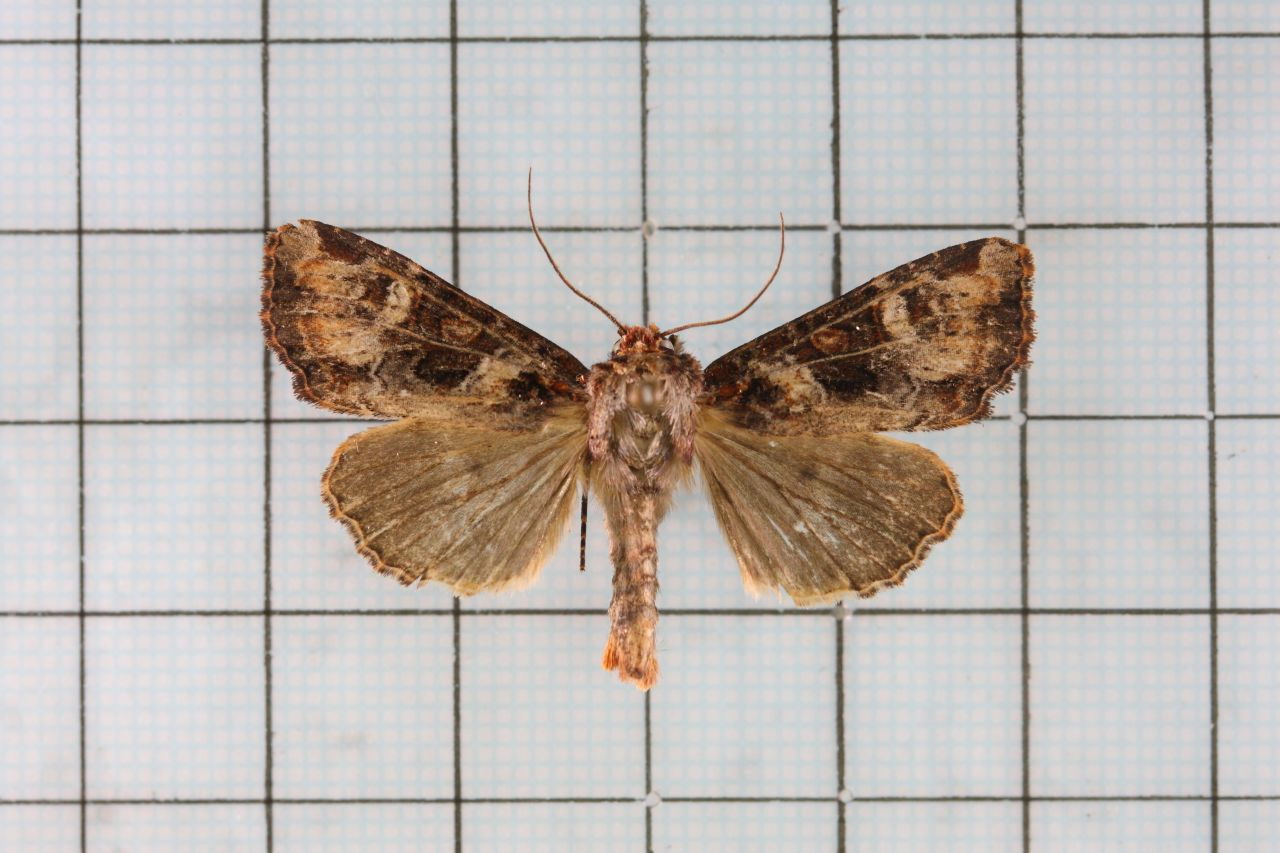